# لشکنار
لشکنار، روستایی است از توابع شهرستان نور در استان مازندران ایران.
این روستا در دهستان میان‌بند قرار دارد و براساس سرشماری مرکز آمار ایران در سال ۱۳۸۵، جمعیت آن ۱۲۶ نفر (۳۰خانوار) بوده‌است.